# Алин
Алин (фр. Hallines) насеље је и општина у североисточној Француској у региону Север-Па д Кале, у департману Па де Кале која припада префектури Сент Омер.
По подацима из 2011. године у општини је живело 1273 становника, а густина насељености је износила 222,55 становника/km². Општина се простире на површини од 5,72 km². Налази се на средњој надморској висини од 30 метара (максималној 123 m, а минималној 22 m).

## Демографија
| 1962. | 1968. | 1975. | 1982. | 1990. | 1999. | 2011. |
| ----- | ----- | ----- | ----- | ----- | ----- | ----- |
| 977   | 979   | 1.201 | 1.239 | 1.396 | 1.396 | 1.273 |

График промене броја становника у току последњих година